# 天北路
天北路是位于中国北京市顺义区南部的一条道路。

## 简介
天北路是首都国际机场东扩配套道路建设项目。2004年，天北路设计方案获得批复。该道路建成后，与北京六环路、顺沙路、辛樊路、京承高速公路等道路相交，成为自首都国际机场北部进入机场的免费路。
天北路南起规划空港工业区内的顺义区后沙峪镇马头庄村西，向北经过羊房等地，到达终点北石槽镇政府大街。全长大约14.2公里。2004年获得批复后，开建的路段设计起点为机场北线高速公路天北路立交以北，终点为北石槽镇政府大街，全长大约13.1公里。沿线与北京六环路、顺沙路、辛樊路、京承高速公路相交。
天北路的远期规划为一级公路，设计车速是60至80公里/小时。 